# Sebahattin Burcu
Sebahattin Burcu (* 27. Mai 1951; † Mai 2005 in Maltepe) war ein türkischer Boxer im Halbweltergewicht.
Er gewann 1973 eine Bronzemedaille bei der Balkanmeisterschaft in Athen, war Teilnehmer der Europameisterschaft 1973 in Belgrad und den Olympischen Sommerspielen 1976 in Montreal, wo er gegen den späteren Silbermedaillengewinner Andrés Aldama ausschied. Nach seiner Wettkampfkarriere wurde er Cheftrainer der türkischen Boxnationalmannschaft, für die er selbst 19 Kämpfe bestritten hatte.
Im Mai 2005 beging Burcu in seinem Haus in Maltepe Suizid.